# Kanton Maillezais
Maillezais is een voormalig kanton van het departement Vendée in Frankrijk. Het kanton maakte deel uit van het arrondissement Fontenay-le-Comte. Het werd opgeheven bij decreet van 17 februari 2014 met uitwerking op 22 maart 2015.

## Gemeenten
Het kanton Maillezais omvatte de volgende gemeenten:
- Benet
- Bouillé-Courdault
- Damvix
- Doix
- Liez
- Maillé
- Maillezais (hoofdplaats)
- Le Mazeau
- Saint-Pierre-le-Vieux
- Saint-Sigismond
- Vix